# Howard Elson Bigelow

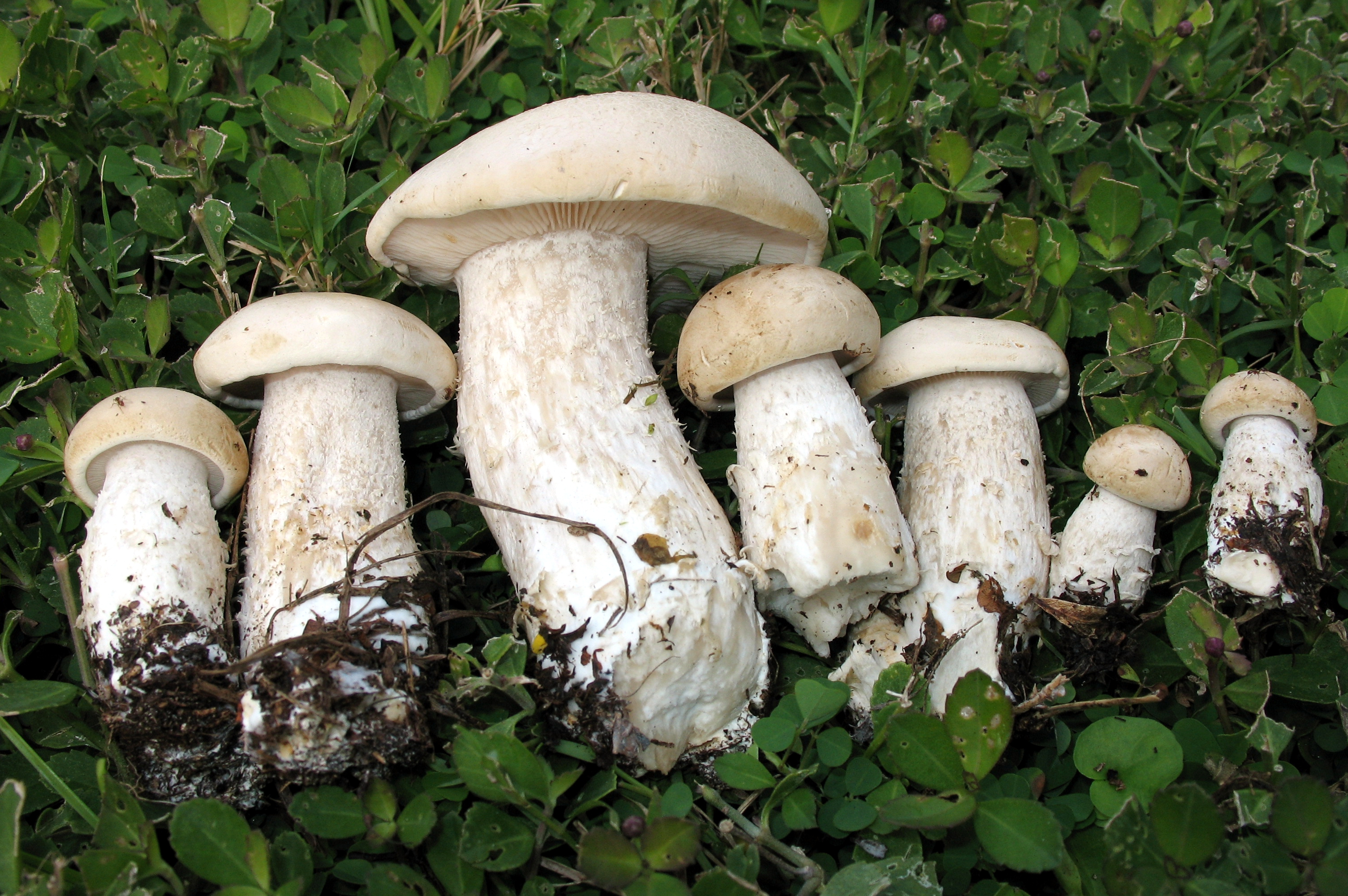
Macrocybe titans beskrevs 1980 som Tricholoma titans av Howard E. Bigelow och James W. Kimbrough.

Howard Elson Bigelow, född den 28 juni 1923 i Greenfield, Massachusetts, död den 21 november 1987, var en amerikansk mykolog som framför allt är känd för sina arbeten med familjen Tricholomataceae (speciellt släktet Clitocybe). Han tog en BA 1949 och en MA 1951 vid Oberlin College och studerade därefter under Alexander Hanchett Smith vid University of Michigan där han avlade doktorsexamen 1956, en vecka efter att han gift sig med den kanadensiska mykologen Margaret Elizabeth Barr. Paret arbetade sedan tillsammans vid University of Massachusetts Amherst från 1957 till Howards död 1987.
Paret Bigelow var mycket aktiva i Mycological Society of America och Howard var dess vice ordförande 1974-1975 och ordförande 1976-1977.
Bland Howard Bigelows doktorander märks Roy Halling.
Auktorsnamnet H.E. Bigelow kan användas för Howard Elson Bigelow i samband med ett vetenskapligt namn inom botaniken; se Wikipediaartiklar som länkar till auktorsnamnet.

## Verk
Bland Howard E. Bigelows böcker märks
- North American Species of Clitocybe, Del 1 (1982), 280 sidor ISBN 9783768254724, Del 2 (1985), 191 sidor, ISBN 9783443510015
- Mushroom pocket field guide (1974), 117 sidor, ISBN 9780020622000

## Eponym
Följande arter är uppkallade efter H.E. Bigelow:
- Clitopilus bigelowii T.J. Baroni, 1995
- Cortinarius bigelowii Thiers & A.H. Sm. 1969
- Pholiota bigelowii A.H. Sm. & Hesler 1968
- Psathyrella bigelowii A.H. Sm. 1972